# Znovu 20
Znovu 20 (čti Znovu dvacítkou, v anglickém originále Younger) je americký televizní seriál, natočený na motivy stejnojmenného románu Pamely Redmon Satran. V seriálu hraje hlavní roli Sutton Foster a dále hrají Hilary Duff, Debi Mazar, Miriam Shor, Nico Tortorella, Molly Bernard, Peter Hermann a Charles Michael Davis. Tvůrcem seriálu je Darren Star, který stojí za seriály jako Sex ve městě, Beverly Hills 90210 a Melrose Place. První série měla 12 epizod a měla premiéru 31. března 2015.
Seriál získal pozitivní kritiky a získal druhou sérii, která měla také 12 epizod. Před premiérou druhé série byla objednána třetí řada. Třetí řada měla premiéru dne 28. září 2016. Čtvrtá řada měla premiéru dne 28. června 2017. Dne 20. dubna 2017 stanice objednala pátou řadu, která měla premiéru dne 5. června 2018. Dne 4. června 2018 stanice objednala šestou řadu, která měla premiéru dne 12. června 2019. Dne 24. července stanice objednala sedmou řadu a seriál se tak stal nejdéle vysílaným seriálem stanice TV Land. Sedmá řada se přesunula na stanici Paramount+ a měla premiéru premiéru dne 15. dubnu 2021.

## Děj
Liza (Sutton Foster) je svobodná matka, která se snaží vrátit zpět do práce a zjišťuje, že je to v jejím věku těžší, než se zdálo. Poté co obdrží kompliment od mnohem mladšího muže, rozhodne se změnit vizáž, aby vypadala na dvacet šest. Pomáhá jí při tom její kamarádka Maggie (Debi Mazar). Následně získává práci jako asistentka Diany Trout (Miriam Shor) v nakladatelství, kde začíná pracovat v týmu s asistentkou Kelsey Peters (Hilary Duff).

## Obsazení

### Hlavní role
- Sutton Foster jako Liza Miller, čtyřicetiletá rozvedená žena a hlavní protagonistka seriálu. Liza byla provdaná za Davida Millera, který ji podvedl s mladší ženou, mají spolu dceru Caitlin. V první řadě narazí v baru na Joshe a je překvapená, že si Josh vůbec neuvědomuje, že je Liza starší, než vypadá. Liza se rozhodne změnit svůj vzhled za pomoci své spolubydlící Maggie a jako dvacetišestiletá získává práci asistentky Diany Trout v nakladatelství Empirical Press. Liza se rychle skamarádí s Kelsey Peters přesto, že jí a všem ostatním lže o svém pravém věku
- Debi Mazar jako Maggie Amato, umělkyně, staromódní, lesbická kamarádka a spolubydlící Lizy s ostrým jazykem
- Miriam Shor jako Diana Trout, temperamentní šéfová Lizy, která pracuje jako vedoucí marketingu v nakladatelství Empirical Press (1.-6. řada, vedlejší role 7. řada)
- Nico Tortorella jako Josh, mladík, který na Lizu narazí v baru a prožijí si svůj románek
- Hilary Duff jako Kelsey Peters, krásná, sofistikovaná a ambiciózní editorka v Empirical Press, která se skamarádí s Lizou
- Molly Bernard jako Lauren Heller (2. řada, vedlejší role 1. řada) sebevědomá a zábavná dvacítka, která miluje sociální média
- Peter Hermann jako Charles Brooks (2. řada, vedlejší role 1. řada) dobře vypadající hlavní nakladatel v Empirical Press
- Charles Michael Davis jako Zane Anders (5.-6. řada, vedlejší role 4. a 7. řada), editor v nakladatelství Lachlan Flynn, který soutěží s Kelsey, kdo je lepší. Brzy spolu začínají chodit. Zane přechází pracovat do Empirical Press po boku Kelsey.

### Vedlejší role
- Dan Amboyer jako Thad a Chad Weber, dvojčata s prapodivným chováním. Thad byl přítel Kelsey, poté co zemřel, začal se o ní ucházet Chad
- Tessa Albertson jako Caitlin Miller; dcera Lizy
- Thorbjørn Harr jako Anton Bjornberg; švédský spisovatel, který své knihy vydává v nakladatelství Empirical Press. Zatímco Kelsey pracovala na jeho knize, prožili si malý románek
- Paul Fitzgerald jako David Miller; bývalý manžel Lizy a otec Caitlin
- Jon Gabrus jako Gabe; jeden z Joshův kamarádů
- Michael Urie jako Redmond; ikona sociálních médií
- Noah Robbins jako Bryce Reiger, miliardář, který má zájem zainvestovat do nakladatelství
- Ben Rappaport jako Max Horowitz, bývalý přítel Lauren
- Jay Wilkison jako Colin McNichol; spisovatel
- Mather Zickel jako Dr. Richard Caldwell, doktor, který začne chodit s Dianou
- Meredith Hagner jako Montana Goldberg/Amy; baristka, která se skamarádí s Maggie, začne pracovat jako její asistentka a začne chodit s Joshem, který brzy zjistí, že předělává obrazy Maggie a dalších umělců a vydává je za své
- Aasif Mandvi jako Jay Malik; muž, který odhalí tajemství Lizy a skamarádí se s ní
- Burke Moses jako Lachlan Flynn; novelista, o kterého se začnou přetahovat Zane a Kelsey
- Jennifer Westfeldt jako Pauline Turner-Brooks; bývalá manželka Charlese, se kterým má dvě dcery, která naivně věří, že se dají znovu dohromady; v páté řadě vydává knihu o svém vztahu s Charlesem
- Phoebe Dynevor jako Claire; Irka, která začne chodit s Joshem. Dvojice se plánuje vzít v Irsku kvůli získání zelené karty pro Claire.
- Laura Benanti jako Quinn Tyler; autorka knihy
- Swati Kapila

## Vysílání
| Řada | Díly | Premiéra v USA  | Premiéra v USA    | Premiéra v ČR     | Premiéra v ČR     |
| Řada | Díly | První díl       | Poslední díl      | První díl         | Poslední díl      |
| ---- | ---- | --------------- | ----------------- | ----------------- | ----------------- |
| 1    | 12   | 31. března 2015 | 9. června 2015    | 25. července 2019 | 30. července 2019 |
| 2    | 12   | 13. ledna 2016  | 23. března 2016   | 31. července 2019 | 5. srpna 2019     |
| 3    | 12   | 28. září 2016   | 14. prosince 2016 | 6. srpna 2019     | 11. srpna 2019    |
| 4    | 12   | 28. června 2017 | 13. září 2017     | 12. srpna 2019    | 17. srpna 2019    |
| 5    | 12   | 5. června 2018  | 28. srpna 2018    | 18. srpna 2019    | 23. srpna 2019    |
| 6    | 12   | 12. června 2019 | 4. září 2019      | 23. října 2019    | 28. října 2019    |
| 7    | 12   | 15. dubna 2021  | 10. června 2021   | nebylo vysíláno   | nebylo vysíláno   |